# Шаров, Дмитрий Михайлович
Дми́трий Миха́йлович Ша́ров (1 ноября 1918, с. Сомово, Тульская губерния — 15 апреля 1952) — советский лётчик-ас истребительной авиации ВВС Военно-морского флота в годы Великой Отечественной войны, Герой Советского Союза (5.11.1944). Подполковник (22.03.1949).

## Биография
Родился 1 ноября 1918 года в селе Сомово, ныне Одоевского района Тульской области, в семье крестьянина. Окончил школу-семилетку в родном селе, затем семья переехала в Сталиногорск. Окончил 3 курса Сталиногорского химико-технологического техникума и аэроклуб.
В августе 1937 года по путёвке комсомола призван в ВМФ СССР и поступил в Военно-морское авиационное училище имени И. В. Сталина в городе Ейске, которое окончил в ноябре 1938 года. Был направлен в распоряжение командующего ВВС Балтийского флота, где в феврале 1939 года назначен лётчиком в 13-й истребительный авиационный полк ВМФ Краснознамённого Балтийского флота (КБФ). С 13 января 1939 года — младший лётчик, с 31 января 1940 года — командир звена в этом авиаполку.
Участник советско-финской войны 1939—1940 годов. Летал на истребителе И-16.
С июня 1941 года участвовал в Великой Отечественной войны, сражался в битве за Ленинград. Первый самолёт Д. М. Шаров сбил в паре со своим ведомым 21 июля 1941 года во время отражения налёта авиации противника на аэродром Котлы (по другим данным, эта победа одержана в бою 6 августа 1941 года). Воевал на истребителях И-16, ЛаГГ-3, «Харрикейн», Як-7, Як-1 и Як-9.
3 сентября 1941 года провёл тяжелейший бой под Гостилицами. В тот день к Ленинграду направилась группа из 12 бомбардировщиков Ju-88 в сопровождении 8 истребителей Ме-109. На перехват вылетели лётчики 13-го авиаполка. В воздушном бою были сбиты 2 бомбардировщика врага, остальные, чтобы поскорее освободиться от груза, начали беспорядочно бросать бомбы. Но тут 6 Ме-109 атаковали самого Д. М. Шарова. Его самолёт загорелся, сам он получил тяжёлое ранение, но нашёл в себе силы выпрыгнуть из самолёта с повреждённым парашютом и приземлился на своей территории.
Вернувшись из госпиталя, Шаров ещё яростнее продолжал сражаться с врагами.
С 24 января 1942 года — командир звена 3-й авиаэскадрильи 3-го гвардейского истребительного авиаполка ВМФ ВВС Балтийского флота. Фактически до апреля 1942 года находился в госпитале и на доизлечении.
С 12 ноября 1942 года — командир звена 13-й Краснознамённой отдельной авиационной эскадрильи.
С 13 января 1943 года — заместитель командира 2-й авиаэскадрильи 13-го Краснознамённого истребительного авиаполка ВМФ, с 3 декабря 1943 года — начальник штаба 13-го ИАП ВМФ (9-я штурмовая авиационная дивизия, ВВС КБФ).
С 7 апреля 1944 года — помощник командира полка по лётной подготовке и воздушному бою, а с 14 июля 1944 года — начальник штаба полка. Тогда же, в июле 1944 года, за выдающиеся боевые заслуги 13-му истребительному авиационному полку было присвоено гвардейское звание и он был переименован в 14-й гвардейский истребительный авиационный полк ВМФ.
К октябрю 1944 года начальник штаба 4-го гвардейского истребительного авиационного полка (9-я штурмовая авиационная дивизия, ВВС Балтийского флота) майор Д. М. Шаров совершил 274 боевых вылета, в 46 воздушных боях сбил лично 13 и в группе с товарищами 4 самолёта противника. Из числа боевых вылетов выполнил 181 на сопровождение бомбардировщиков и штурмовиков, 48 на разведку (обнаружил в море несколько конвоев противника, затем атакованных по его данным), 18 на штурмовки наземных войск, 13 на перехват вражеских самолётов и 10 на прикрытие Ленинграда и Кронштадта. Ударами по наземным целям уничтожил 17 автомашин, 5 фургонов, 30 конных повозок, 3 бензоцистерны и другое военное имущество противника. В конце войны летал на истребителе Ла-5, а затем на Ла-7 под номером 22.
За образцовое выполнение боевых заданий командования, мужество, отвагу и геройство, проявленные в борьбе с немецко-фашистскими захватчиками, Указом Президиума Верховного Совета СССР от 5 ноября 1944 года удостоен звания Героя Советского Союза с вручением ордена Ленина и медали «Золотая Звезда».
С 10 января 1945 года Д. М. Шаров был командиром 10-го гвардейского истребительного Краснознамённого авиационного полка ВВС Балтийского флота.
Всего выполнил 282 боевых вылета, включая 17 в ночное время. В 48 воздушных боях сбил 14 самолётов лично и 3 в составе группы, по данным наградных документов, одержал 15 личных и 4 групповых воздушные победы.
После окончания войны Дмитрий Михайлович продолжал служить в авиации Военно-Морского флота и командовал тем же авиаполком до ноября 1947 года, когда был направлен учиться в академию. В 1950 году окончил Военно-морскую академию имени К. Е. Ворошилова. В декабре 1950 года назначен начальником штаба — первым заместителем командира 49-й истребительной авиационной дивизии ВВС Черноморского флота. 15 апреля 1952 года подполковник Д. М. Шаров погиб в авиационной катастрофе в районе Севастополя. Похоронен на Братском кладбище на Северной стороне Севастополя.

## Награды
- медаль «Золотая Звезда» Героя Советского Союза (5 ноября 1944);
- Орден Ленина (5.11.1944);
- Четыре ордена Красного Знамени (21.04.1940, 28.07.1943, 28.01.1944, 30.06.1944);
- Медаль «За боевые заслуги» (6.11.1947);
- медали.

## Память
- Именем Героя названа МКОУ «Сомовская среднеобразовательная школа имени Героя Советского Союза Д. М. Шарова».
- В Новомосковске на здании техникума установлена мемориальная доска; его именем названа одна из улиц города в Западном посёлке.